# Samara Joy
Samara Joy McLendon (New York, 11 november 1999) is een Amerikaanse jazzzangeres. Ze bracht in 2021 haar titelloze debuutalbum uit en werd vervolgens door JazzTimes uitgeroepen tot Best New Artist. Haar tweede album, Linger Awhile, kwam uit in september 2022 en won de prijs voor Best Jazz Vocal Album bij de Grammy Awards van 2023, waar ze ook werd uitgeroepen tot Best New Artist.

## Leven en werk
Joy komt uit een muzikale familie. Haar grootouders van vaders kant waren de oprichters van de Philadelphia gospelgroep The Savettes. Haar grootvader was ook finalist in seizoen 3 van BETs Gospel Talent-show Sunday Best. Haar vader was bassist en toerde met gospelmuzikant Andraé Crouch. Hij liet haar kennismaken met gospelgrootheden als The Clark Sisters en soul- en Motownmuziek. Ze ging naar Fordham High School for the Arts. In deze periode was ze Best Vocalist in een middelbareschoolwedstrijd.
Vanaf haar zestiende zong Joy in een kerkkoor. Ze kwam voor het eerst serieus in aanraking met jazz toen ze zich inschreef voor het jazzprogramma aan het Purchase College van de State University of New York met zang als hoofdvak. Vrienden daar lieten haar kennismaken met de grote jazzvocalisten, waaronder Sarah Vaughan en Ella Fitzgerald, en instrumentalisten als Kenny Washington.
In 2019 won ze als Samara McLendon de Sarah Vaughan International Jazz Vocal Competition. Ze nam haar titelloze debuutalbum op terwijl ze nog op de universiteit zat, en studeerde in 2021 cum laude af. In juli 2021 werd Samara Joy uitgebracht op Whirlwind Recordings. Jazz Times riep haar uit tot Best New Artist for 2021. In februari 2021 was ze te zien in Women of Color op de videoclip van Summertime van Porgy and Bess.
Ze bracht een aantal video's uit, waaronder een die in oktober 2020 meer dan 1,5 miljoen keer was bekeken. Deze video's hadden haar in november 2022 200.000 volgers op TikTok opgeleverd. Mede dankzij dit succes toerde ze door Europa en de VS, inclusief het Monterey Jazz Festival 2022, Carnegie Hall en het Newport Jazz Festival.
In september 2022 bracht ze haar tweede album, Linger Awhile, uit op Verve Records. Op het album staan drummer Kenny Washington, gitarist Pasquale Grasso, pianist Ben Paterson en bassist David Wong. Bij de Grammy Awards in 2023 won ze twee prijzen: Best Jazz Vocal Album voor Linger Awhile en Best New Artist.  Ze was de tweede jazzmusicus die deze prijs won, na  Esperanza Spalding in 2011.
- Bibliothèque nationale de France: cb18030276p (data)
- International Standard Name Identifier: 0000 0005 0619 996X
- Library of Congress Control Number: no2021111233
- MusicBrainz: bf9bd7ab-57f1-426e-bf4f-2da6103b9c17
- Système universitaire de documentation: 263913864
- Virtual International Authority File: 4379163274273012440003